# 村上三島記念館
村上三島記念館（むらかみさんとうきねんかん）は、書家村上三島の故郷でもある愛媛県今治市上浦町に立地している書道美術館。

## 概要
1982年に上浦町歴史民俗資料館として開館した。1990年に展示室･収蔵庫の拡張と共に600席の多目的ホールを有する上浦芸術会館を増築され、2007年には第1展示室内に大阪府高槻市にあった村上三島のアトリエが移設再現されている。
村上三島の呼びかけによって西川寧、安東聖空、日比野五鳳、青山杉雨、小坂奇石という当時の日本を代表する書道家から多くの作品が寄贈されている。また村上三島が集めた古墨・硯･絵画などのコレクションも展示され絵画も含め総館蔵品数は約3,800点（うち三島の遺作約850点）を誇る。

## 利用案内
- 開館時間：9:00～17:00
- 休館日：毎週月曜日（祝日の場合は原則翌日振替）、年末年始（12月29日～1月2日）など
- 駐車場：記念館前（普通車41台・大型バス2台）、多目的ホール前（31台）

## 施設
- 第一展示室
- 第二展示室
- 第三展示室
- 歴史民俗資料室
- ミュージアムショップ
- 多目的ホール（600席）
- 研修室

## アクセス
- 西瀬戸自動車道大三島インターチェンジから車で約2分。
- 盛港から車で約10分。
- 瀬戸内運輸･瀬戸内海交通「大三島バスストップ」で下車して徒歩約10分。

## 周辺情報
- 多々羅総合公園
- 道の駅今治市多々羅しまなみ公園
- しまなみドーム
- 多々羅スポーツ公園